# Björnahusen
Björnahusen är en bebyggelse i Saxtorps socken i Landskrona kommun, Skåne län. Området avgränsades före 2015 till en småort, därefter räknas det som en del av tätorten Saxtorpsskogen.